# Casa Mesa Boixareu
La Casa Mesa Boixareu és una obra eclèctica de Puigcerdà (Baixa Cerdanya) inclosa a l'Inventari del Patrimoni Arquitectònic de Catalunya.

## Descripció
Casa de planta quadrada, amb planta baixa i dos pisos. La composició de la façana és vertical i simètrica. Totes les obertures són rectilínies, amb tractament rectangular, excepte la del portal d'entrada que té arc de mig punt. La teulada és a quatre vessants, amb un lucernari central amb coberta de llicorella. Segueix els cànons de l'arquitectura eclèctica de principis de segle, inspirats en el "Beaux Arts". És palesa una gran austeritat en el tractament de les motllures i en l'ornamentació.